# Endurance (cratera)
A Cratera Endurance foi a segunda cratera a ser visitada pelo veículo explorador geológico Opportunity, que havia pousado em Meridiani Planum, uma região rica em hematita, minério que geralmente se forma na presença de água. A primeira cratera que ele estudou foi a Cratera Eagle
É uma cratera bem maior e bem mais funda que tem cerca de 120 metros de diâmetro. No seu interior existem muito mais afloramentos rochosos que o visto na Cratera Eagle.
O Opportunity não teve dificuldades para subir a borda da cratera, pois a superfície era bastante plana. O veículo entrou na cratera em 16 de junho de 2004 e dela saiu em 12 de dezembro de 2004, tendo a explorado por 6 meses. Neste período devem ser descontados os 15 dias de inatividade, devido à passagem de Marte por atrás do Sol impedindo as comunicações com a Terra.
Inicialmente avaliou-se se valeria a pena descer o veículo no interior da cratera, pois havia a possibilidade de que o veículo não conseguisse sair de seu interior, face a inclinação de suas paredes. Foram realizados na Terra testes com veículo semelhante para verificar sua mobilidade em relação com um piso muito inclinado.
Desta forma o veículo entrou na cratera com segurança.
Bem no centro da cratera havia um conjunto de pequenas dunas, mas o solo junto a elas era muito macio e não puderam ser exploradas mais de perto. O veículo pesquisou o seu interior e obteve sucesso para sair desta cratera.

## Galeria de imagens

Imagem panorâmica da cratera Endurance

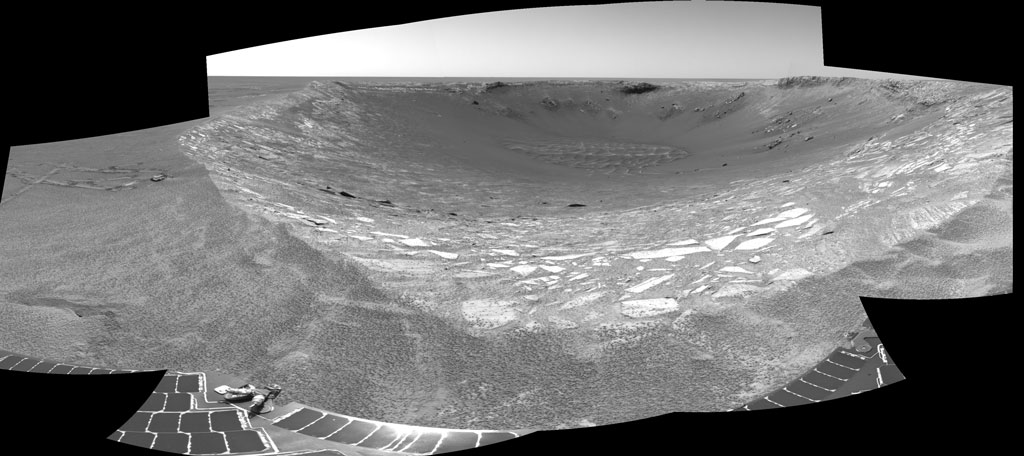
Visão do interior da cratera Endurance.
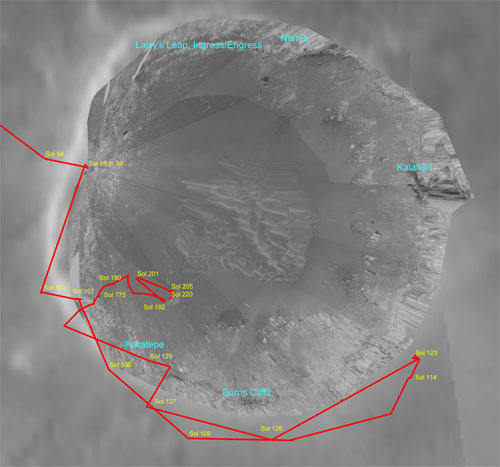
Imagem simulando uma vista aérea da cratera Endurance.
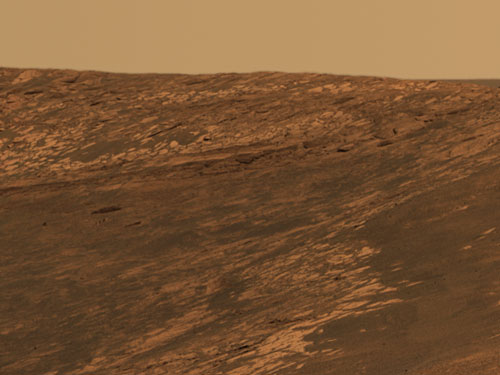
Imagem em cor verdadeira aproximada de Karatepe.
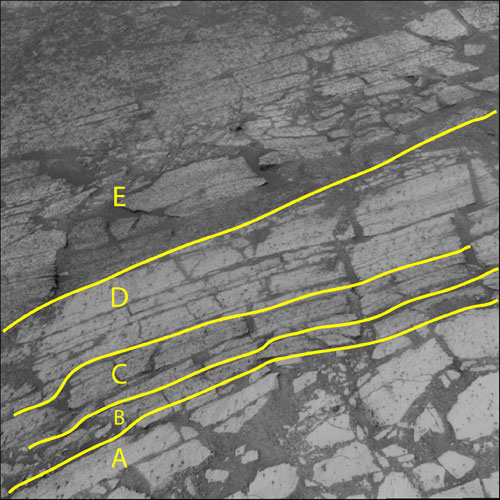
Camadas em Karatepe.